# Savoia-Marchetti SM.79
Die Savoia-Marchetti SM.79 Sparviero (Sperber) war ein dreimotoriger, mittelschwerer Bomber italienischer Herkunft während des Zweiten Weltkrieges.

## Geschichte
In Anlehnung an die etwas größere SM.81 Pipistrello entwickelt, flog der ursprünglich als ziviles Transportflugzeug für acht Personen vorgesehene Prototyp Ende 1934. Nachdem sie leistungsstärkere Triebwerke erhalten hatte, stellte die Maschine 1935 unter der Bezeichnung SM.79P mehrere Weltrekorde auf; nach nochmaliger Verbesserung der Motorenleistung im Jahr darauf folgten weitere Bestleistungen. Der zweite Prototyp erschien aufgrund der erkannten Leistungsreserven bereits als Bomber. Nach der Truppenerprobung erhielt die Regia Aeronautica 1937 die ersten Exemplare der Serie SM.79-I, die auch im spanischen Bürgerkrieg eingesetzt wurden. Jugoslawien bestellte davon 45 Stück. Als Italien in den Zweiten Weltkrieg eintrat, besaß die Luftwaffe rund 600 Sparviero, die an allen italienischen Kriegsschauplätzen als Bomber, Aufklärer, Transporter und Torpedobomber Verwendung fanden. Die 1936 entwickelte zweimotorige Bomberausführung wurde nach Rumänien, Brasilien und in den Irak exportiert. Der Versuch, das Flugzeug als mit Sprengstoff präpariertem unbemannten Flugkörper gegen Schiffe zu verwenden, schlug wegen Schwierigkeiten mit der Fernsteuerung fehl. Die SM.79 war einer der besten italienischen Bomber des Zweiten Weltkrieges. Sie wurde in etwa 1330 Exemplaren gebaut.

## Technische Beschreibung
Die SM.79 war ein fünfsitziger Tiefdecker in Gemischtbauweise. Der Rumpf bestand aus Stahlrohr; im Bugbereich war er mit Duralumin beplankt, ansonsten mit Stoff bespannt. Das Normalleitwerk war verstrebt, das Heckfahrwerk einziehbar. Charakteristisch war der „Buckel“ über dem Cockpit.

## Versionen

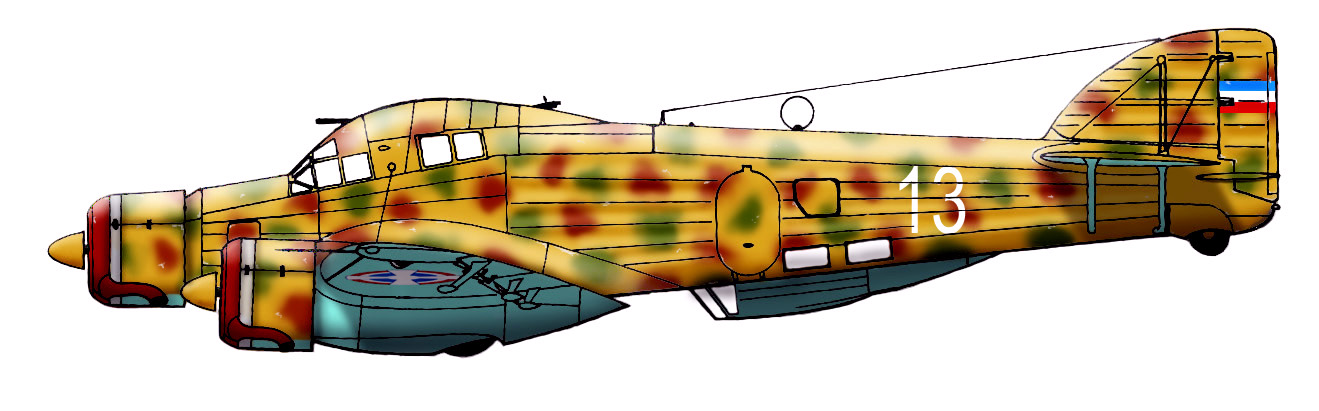
Savoia Marchetti SM.79

- SM.79-I: erste Bomber-Serienausführung, unterschied sich vom Prototyp durch eine Bauchgondel und Änderungen am Cockpit
- SM.79-II: ab Oktober 1939 produziertes Torpedoflugzeug mit stärkeren Triebwerken (siehe Technische Daten)
- SM.79-III: Weiterentwicklung der SM.79-II ohne Bauchgondel und veränderter Bewaffnung; ab Ende 1943 in Kleinserie gebaut, davon abgeleitet war die SM.579
- SM.79B: zweimotorige Exportversion der SM.79-I, drei Stück an Brasilien, vier Stück an den Irak und 24 Stück an Rumänien geliefert
- SM.79C: Ausführung mit Piaggio-P.XI-RC.40-Motoren und ohne Bauch- und Rücken-Maschinengewehre, ab 1937
- SM.79K: Exportversion für Jugoslawien, wie SM.79C
- SM.79JR: Exportausführung der S.M.79B für Rumänien mit zwei Junkers-Jumo-211-Da-Motoren; 24 Stück geliefert, weitere 16 wurden bei IAR in Lizenz produziert
- SM.79T: Langstreckenausführung der SM.79C mit Alfa-Romeo-126-RC.34-Triebwerken und größeren Tanks

## Technische Daten

Dreiseitenriss

| Kenngrößen            | Daten (SM.79-II)                                                                          |
| --------------------- | ----------------------------------------------------------------------------------------- |
| Besatzung             | 5                                                                                         |
| Länge                 | 16,20 m                                                                                   |
| Spannweite            | 21,20 m                                                                                   |
| Höhe                  | 4,10 m                                                                                    |
| Flügelfläche          | 61,00 m²                                                                                  |
| Flügelstreckung       | 7,4                                                                                       |
| Leermasse             | 7610 kg                                                                                   |
| Startmasse            | normal 11.325 kg maximal 12.500 kg                                                        |
| Triebwerk             | drei 9-Zylinder-Sternmotoren Alfa Romeo 126 RC.34 mit je 746 kW (1.014 PS) in 4000 m Höhe |
| Höchstgeschwindigkeit | 434 km/h in 3000 m Höhe                                                                   |
| Marschgeschwindigkeit | 320 km/h                                                                                  |
| Steigzeit             | 10,5 min auf 4300 m Höhe                                                                  |
| Reichweite            | 1990 km mit zwei Torpedos                                                                 |
| Gipfelhöhe            | praktisch 7000 m                                                                          |
| Bewaffnung            | drei 12,7-mm-MG zwei 7,7-mm-MG zwei 450-mm-Torpedos mit 200-kg-Sprengköpfen               |

## Bildergalerie

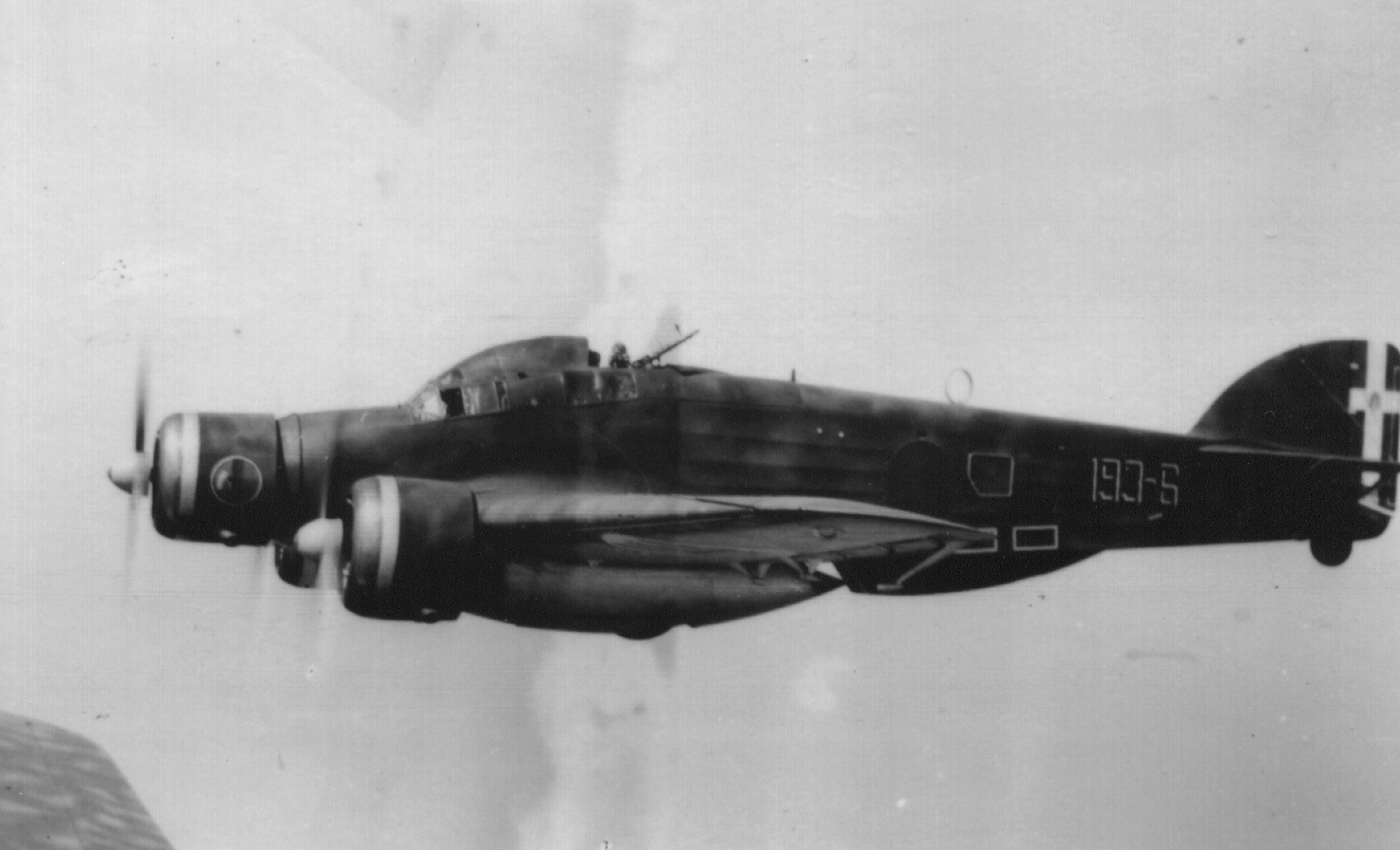
SM.79 im Flug
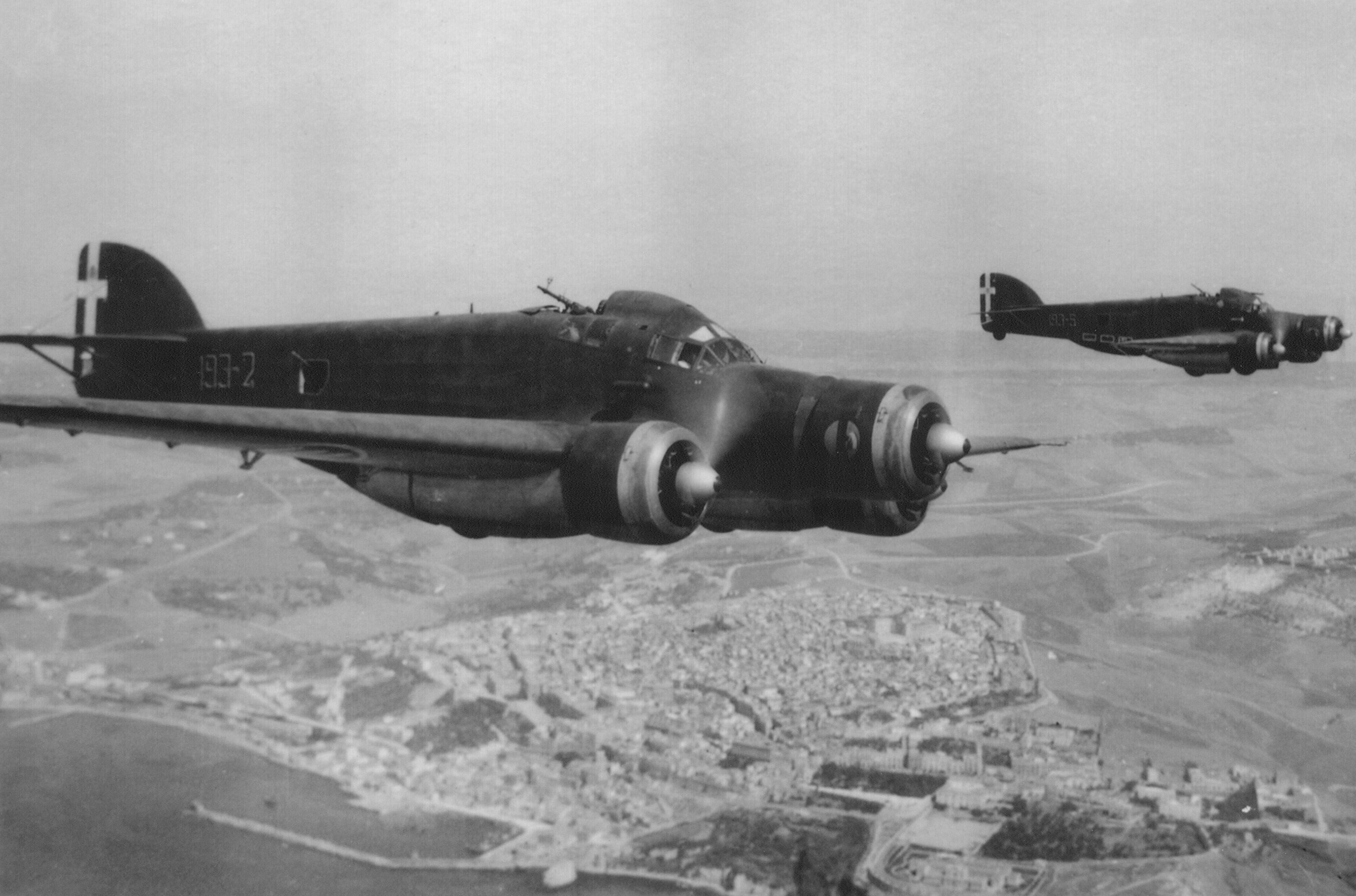
SM.79 der 193ª Squadriglia Bombardamento Terrestre im Formationsflug
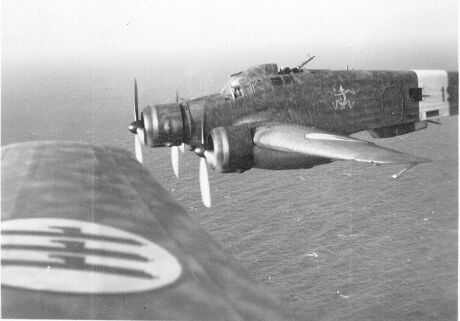
SM.79 der 193ª Squadriglia Bombardamento Terrestre im Formationsflug
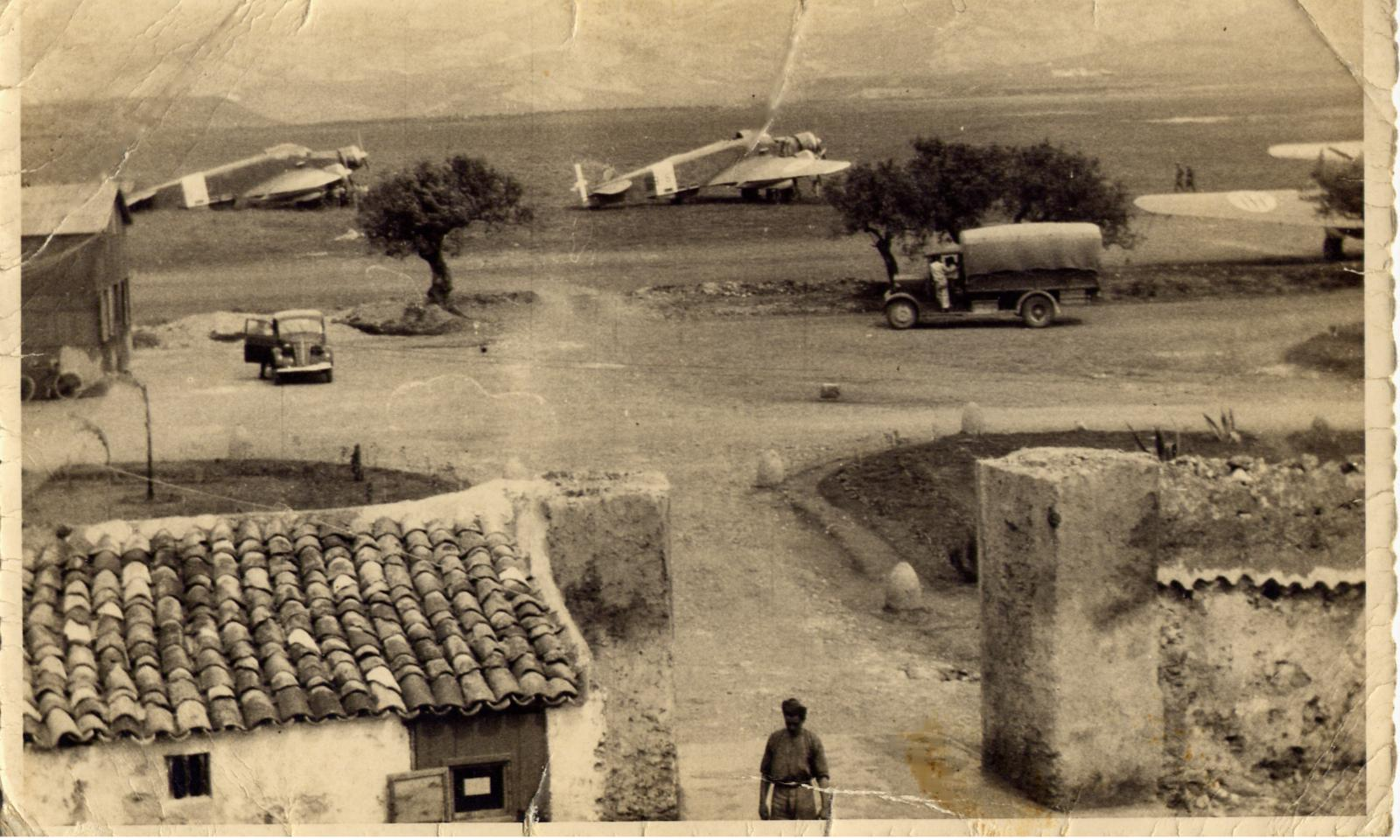
Zwei SM.79 auf dem Flugfeld Sciacca
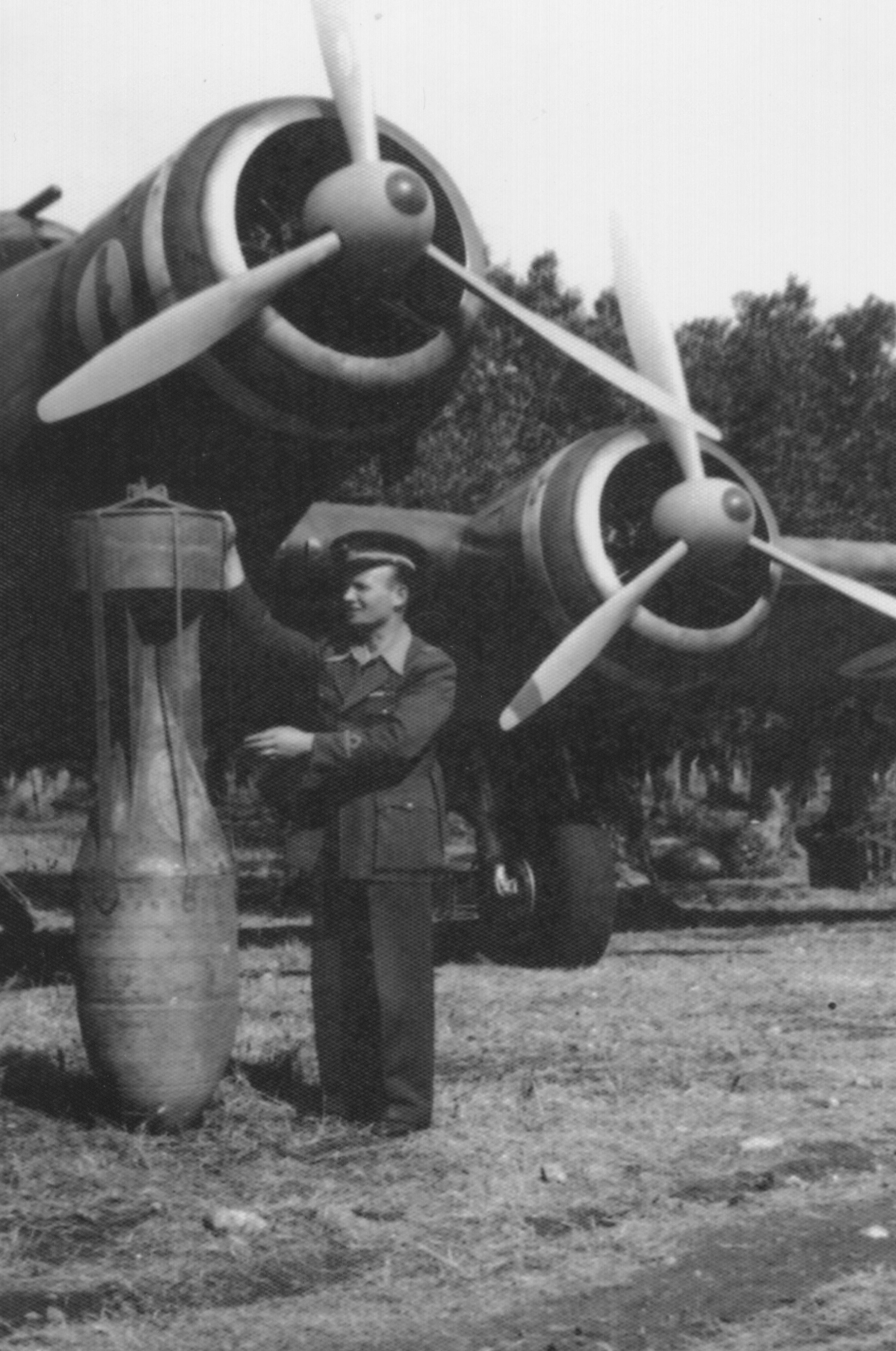
SM.79 im Größenvergleich zu einer eingesetzten Bombe
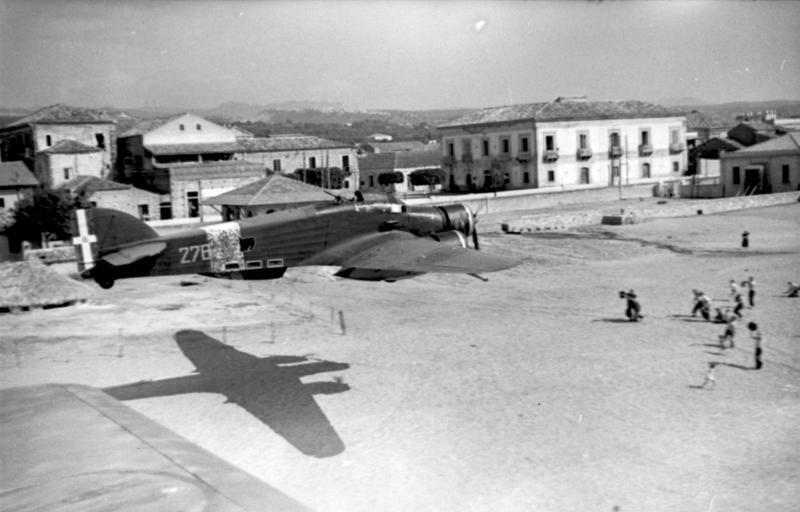
SM.79 im Tiefflug im Mittelmeerraum
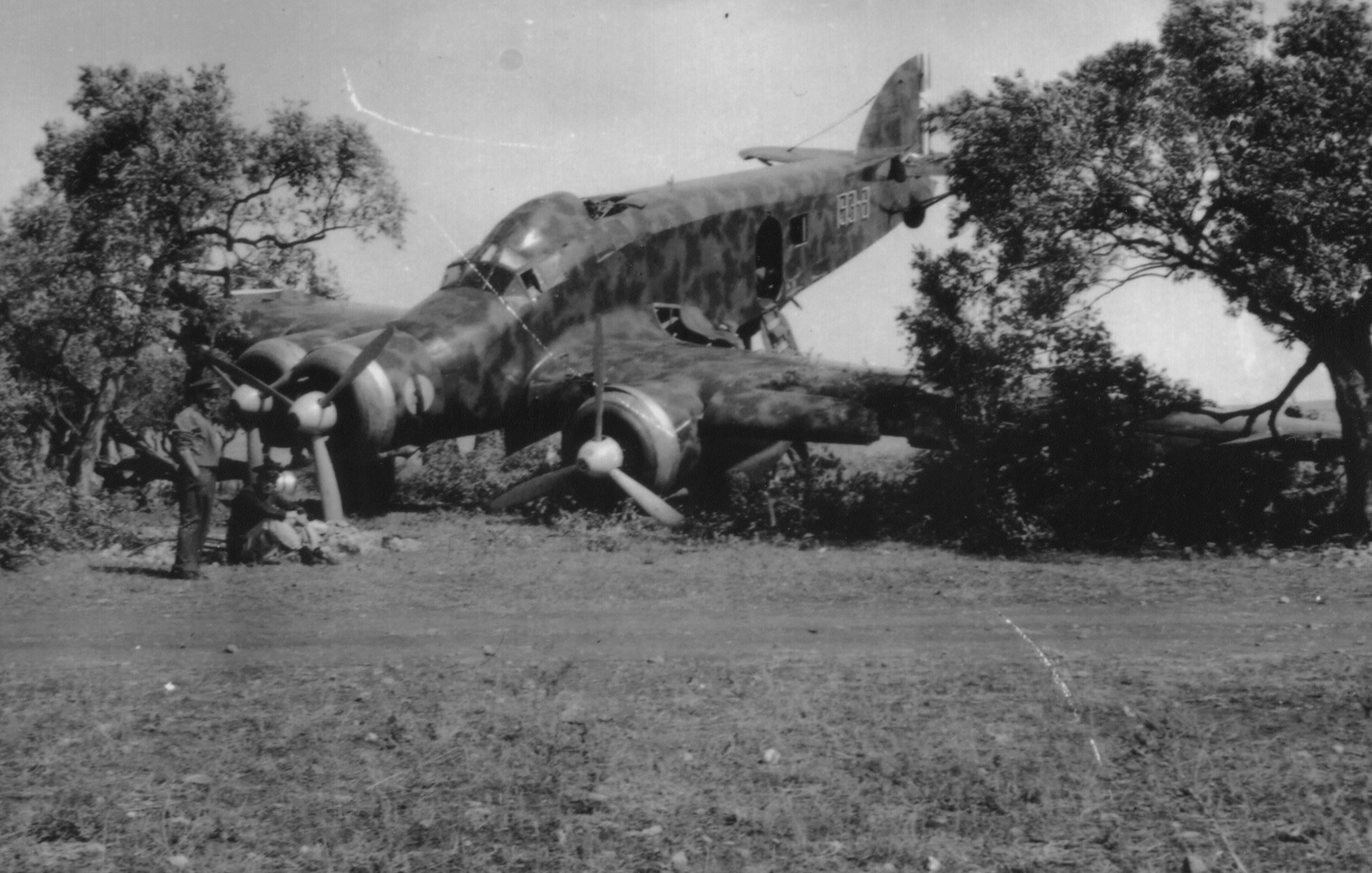
SM.79 nach Bruchlandung
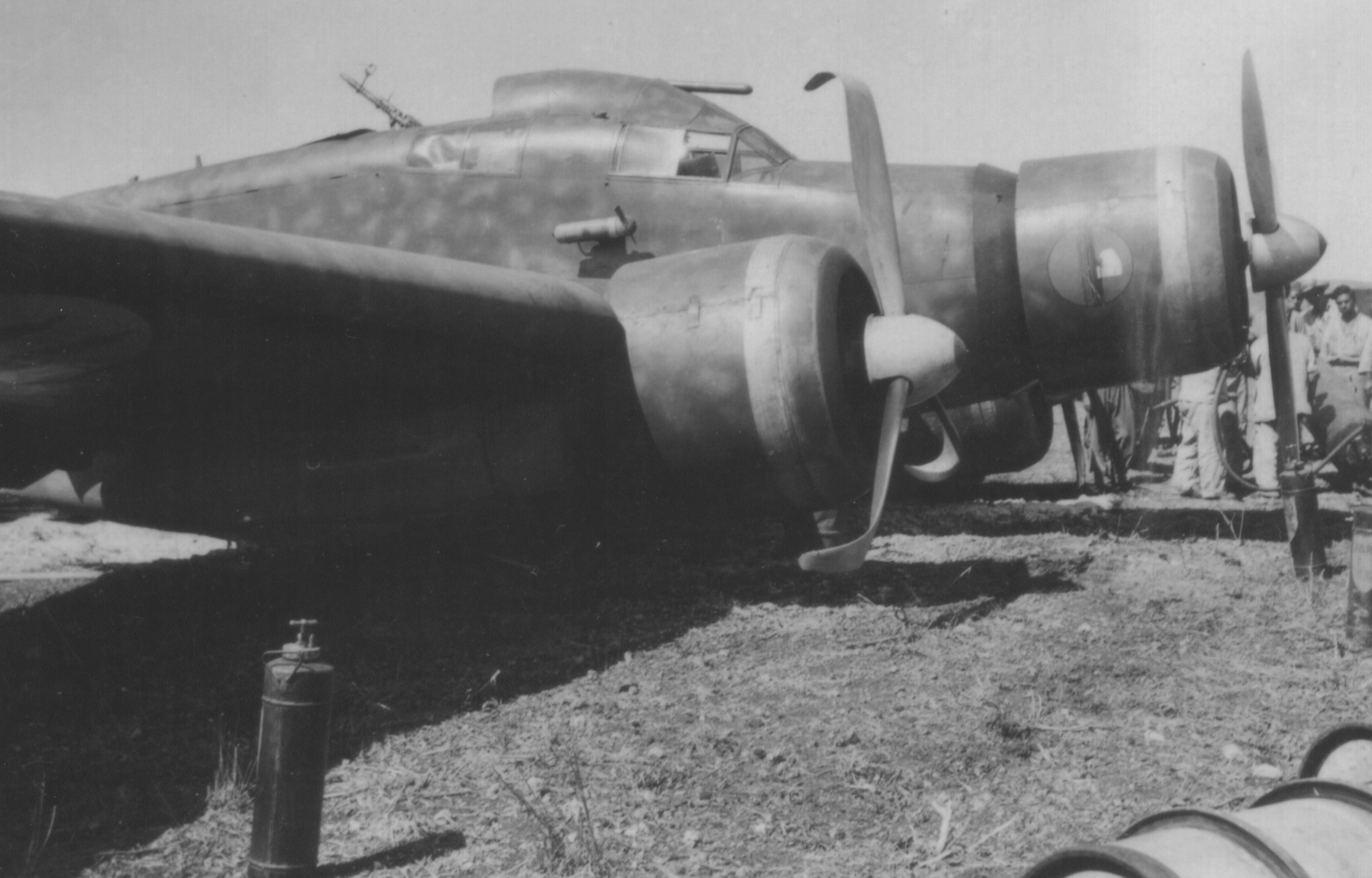
SM.79 nach Bruchlandung
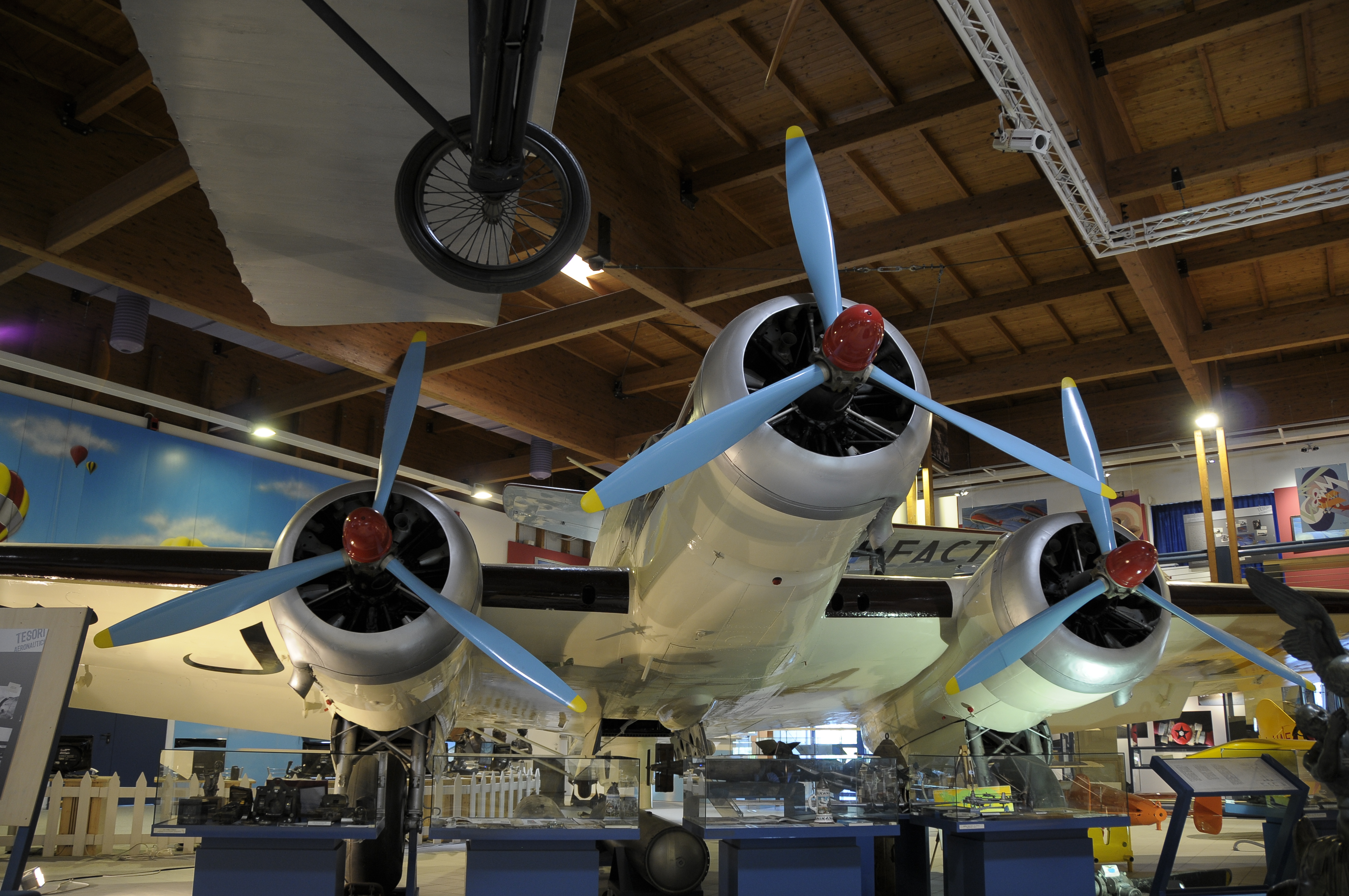
Im Luftfahrtmuseum Gianni Caproni ausgestellte SM.79
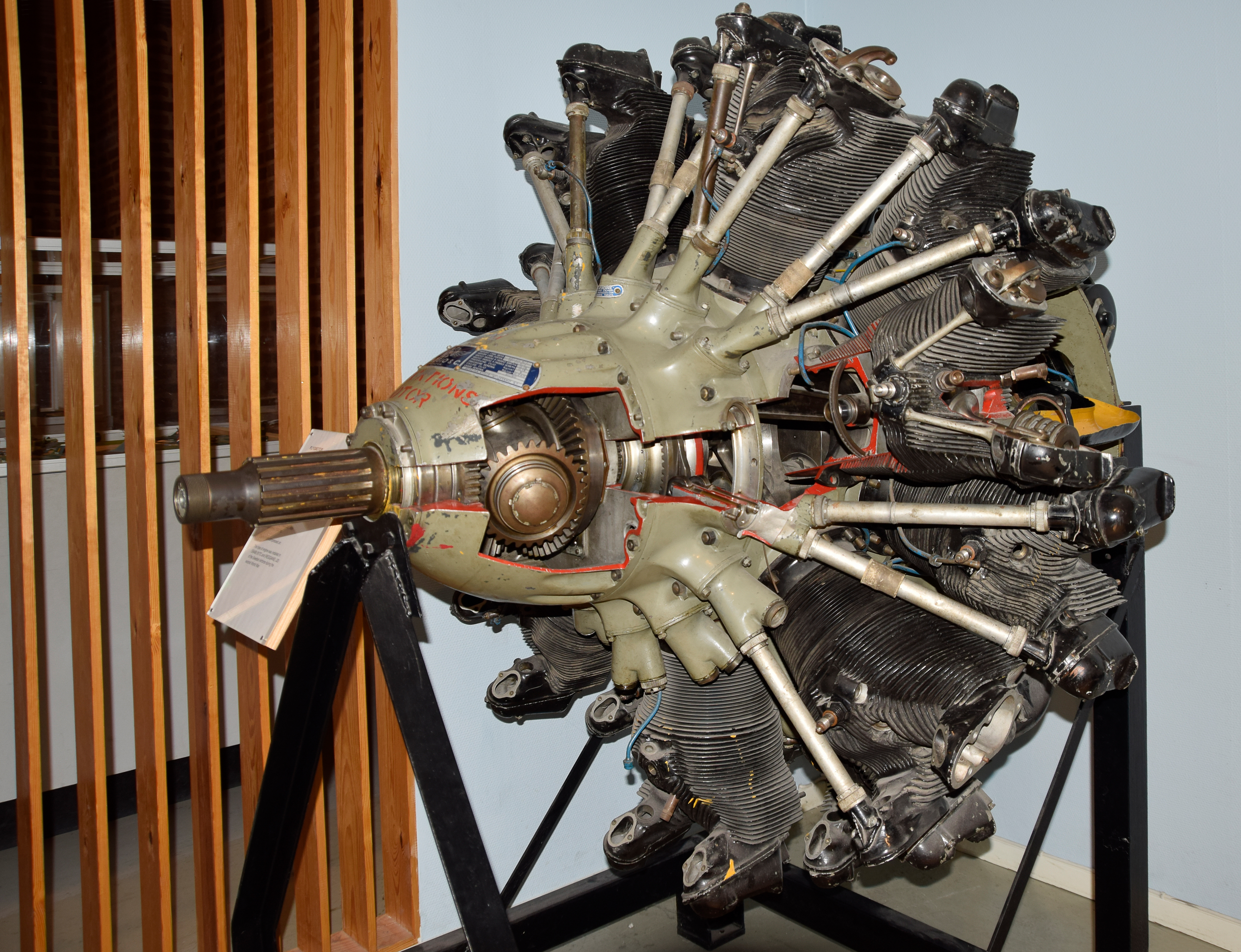
Sternmotor Piaggio-P.XI